# Heinrich Keil
Theodor Heinrich Gottfried Keil (* 25. Mai 1822 in Gressow bei Wismar; † 27. August 1894 in Friedrichroda) war ein deutscher Altphilologe und Lehrer.

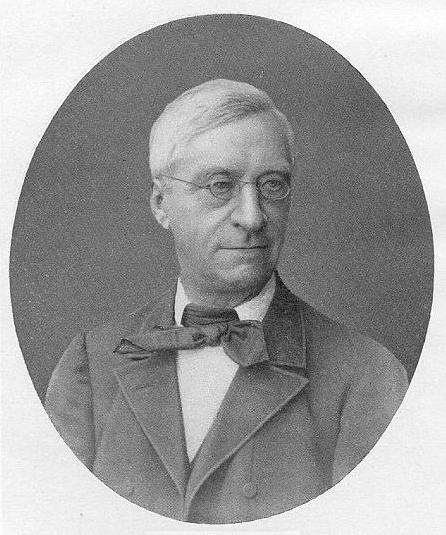
Heinrich Keil (aus Alfred Gudeman: Imagines Philologorum, Leipzig 1911, S. 32)

## Leben
Heinrich Keil war der jüngste von drei Söhnen des Pfarrers Johann Gottfried Heinrich Zacharias Keil (1785–1846). Dieser stammte aus Göttingen, war zunächst Hilfsprediger in Diedrichshagen, dann von 1817 bis 1846 Pfarrer in Gressow (Superintendentur Wismar); er heiratete 1817 die Tochter Marie Albertine (1797–1848) seines Amtsvorgängers Albert Kindler. Auch die beiden älteren Söhne des Ehepaars wurden Pfarrer. Er hatte sechs Söhne und 2 Töchter. Ein weiterer Sohn war Friedrich Keil.
Heinrich Keil besuchte seit 1837 das Gymnasium in Göttingen und studierte ab 1839 klassische Philologie – zunächst zwei Semester in Göttingen – dann in Bonn, wo er u. a. von dem dort lehrenden Friedrich Ritschl beeinflusst wurde. In Bonn beteiligte er sich auch an einer burschenschaftlichen Verbindung. 1843 wurde er in Bonn mit der textkritischen Arbeit Observationes criticae in Propertium über den römischen Dichter Properz promoviert und legte das Lehrerexamen ab. Im Herbst 1843 begann er sein Probejahr an der Königlichen Realschule in Berlin. Anschließend bereiste er 1844–1846 zwecks Handschriftenstudien verschiedene Bibliotheken in Italien, was ihm ein Stipendium seines Landesherrn, des Großherzogs Friedrich Franz II., ermöglicht hatte. Ab 1847 unterrichtete er am Pädagogium der Franckeschen Stiftungen in Halle (Saale), parallel dazu habilitierte sich Keil 1848 an der dortigen Universität mit einer Untersuchung über die Schriften des älteren Cato und des Varro über die Landwirtschaft. 1855 ging er als Oberlehrer an das Friedrichwerdersche Gymnasium nach Berlin und lehrte als Privatdozent an der Berliner Friedrich-Wilhelms-Universität. 1859 übernahm er als Nachfolger von Karl Friedrich Nägelsbach den Lehrstuhl für klassische Philologie in Erlangen, 1869 folgte er einem Ruf nach Halle und trat die Nachfolge von Theodor Bergk an. 1877 wurde er zum korrespondierenden Mitglied der Russischen Akademie der Wissenschaften in Sankt Petersburg gewählt. Seit 1882 war er korrespondierendes Mitglied der Berliner Akademie der Wissenschaften.
Sein Nachlass, der unter anderem seinen Briefwechsel mit Theodor Mommsen enthält, wurde im April 2007 durch seinen Urenkel Martin Elze dem halleschen Universitätsarchiv übergeben.

## Forschung
Den Schwerpunkt seiner wissenschaftlichen Tätigkeit bildete die Erforschung der antiken lateinischen Grammatiker sowie die kritische Edition der Werke des älteren Cato, des Varro und des jüngeren Plinius.

## Familie
Er war seit 1855 mit Louise (1834–1914), Tochter des Philologen Friedrich August Eckstein, verheiratet. Aus der Ehe gingen zwei Töchter und sechs Söhne hervor.

## Schriften
Auswahl:
- Observationes criticae in Propertium. Phil. Diss. Georg, Bonn 1843. (Digitalisat)
- Observationum criticarum in Catonis et Varronis de re rustica libros caput secundum, Hab.-Schr. Schmidrt, Halle 1848.
- Analecta grammatica. Waisenhaus, Halle 1848. (Digitalisat)
- Observationes criticae in Catonis et Varronis de re rustica libros, Halle 1849.
- Sex. Propertii Elegiae. Edidit Henricus Keil, Leipzig 1850 (weitere Aufl. Leipzig 1857; 1867).
- C. Plini Caecili Secundi epistularum libri novem. Epistularum ad Traianum liber. Panegyricus. Recognovit Henricus Keil, Leipzig 1853 (mehrfache Aufl., zuletzt Leipzig 1896).
- Grammatici latini, 7 Bde., Leipzig 1855–80 (ND Hildesheim 1961; 1981).
- Quaestiones grammaticae. Teubner, Leipzig 1860. (Digitalisat)
- Plinii Secundi Epistolae, Leipzig 1870 (mit einem Index von Theodor Mommsen).
- M. Porci Catonis De agri cultura liber. M. Terenti Varronis Rerum rusticarum libri tres. Ex recensione Henrici Keilii, 2 Bde., Leipzig 1884–1891 (als 3. Bd.: Richard Krumbiegel: Indices verborum, Leipzig 1897–1902).

## Ehrungen
Heinrich Keil wurde mit dem Kronenorden 2. Klasse und dem Roter Adler-Orden 2. Klasse ausgezeichnet. 1894 erhielt er die Ehrendoktorwürde der Universität Moskau.